# Boys Like Us
Boys Like Us (tj. Kluci jako my) je francouzsko-rakouský hraný film z roku 2014, který režíroval Patric Chiha podle vlastního scénáře. Film popisuje osudy tří přátel, kteří se vypraví z Paříže do rodné rakouské vesnice jednoho z nich. Uprostřed Alp mají dost času přemýšlet o svých životech, láskách a přátelství.

## Děj
Rakušan Rudolf žije již 14 let v Paříži. Právě se s ním rozešel jeho přítel Pierre a tak se Rudolf rozhodne opustit město a přestěhovat se zpět do rodného městečka Ramsau v rakouských Alpách. Spolu s ním se na cestu vydají i jeho nejlepší kamarádi Nicolas a Gabriel. Ubytují se v penzionu Rudolfovy rodinné známé Johanny a Rudolf si musí najít stálou práci, aby si mohl pronajmout byt. Chtěl by se věnovat psaní románu, což se mu v Paříži nedařilo. Pařížané Nicolas a Gabriel narážejí na rakouském venkově na kulturní odlišnosti od francouzského velkoměsta, což vede k roztržkám s místními obyvateli i s Rudolfem. Jejich přátelství je vystaveno nejedné zkoušce, ale obstojí.

## Obsazení
| Florian Carove        | Rudolf          |
| Jonathan Capdevielle  | Nicolas         |
| Raphaël Bouvet        | Gabriel         |
| Inge Maux             | Johanna         |
| Gisèle Vienne         | Eva             |
| Simon Morzé           | Michael         |
| Dennis Cubic          | Andreas         |
| Wolfgang Oliver       | starosta        |
| Isaïe Sultan          | prodavač        |
| Kerstin Daley-Baradel | duch Niny Hagen |